# Ciclism la Jocurile Olimpice de vară din 2020 - Keirin feminin
Cursa ciclistă de keirin feminin de la Jocurile Olimpice de vară din 2020 a avut loc în perioada 4-5 august 2021 pe Izu Velodrome,Tokyo.

## Program
Orele sunt ora Japoniei (UTC+9) 
| Data                    | Timp              | Etapă                                |
| ----------------------- | ----------------- | ------------------------------------ |
| Miercuri, 4 august 2021 | 16:10 17:11       | Primul tur Recalificări              |
| Joi, 5 august 2021      | 16:06 16:57 17:37 | Sferturi de finală Semifinale Finala |

## Rezultate

### Primul tur

#### Seria 1
| Loc | Ciclistă            | Țară           | Diferență | Note |
| --- | ------------------- | -------------- | --------- | ---- |
| 1   | Laurine van Riessen | Olanda         |           | CSF  |
| 2   | Zhong Tianshi       | China          | +0,174    | CSF  |
| 3   | Lee Hye-jin         | Coreea de Sud  | +0,371    | R    |
| 4   | Jessica Lee         | Hong Kong      | +0,445    | R    |
| 5   | Katy Marchant       | Marea Britanie | RE        | R    |

#### Seria 2
| Loc | Ciclistă          | Țară          | Diferență | Note |
| --- | ----------------- | ------------- | --------- | ---- |
| 1   | Lea Friedrich     | Germania      |           | CSF  |
| 2   | Daria Shmeleva    | COR           | +0,102    | CSF  |
| 3   | Lee Wai-sze       | Hong Kong     | +0,188    | R    |
| 4   | Charlene du Preez | Africa de Sud | +0,309    | R    |
| 5   | Coralie Demay     | Franța        | +0,425    | R    |
| 6   | Miglė Marozaitė   | Lituania      | +1,364    | R    |

#### Seria 3
| Loc | Ciclistă          | Țară     | Diferență | Note |
| --- | ----------------- | -------- | --------- | ---- |
| 1   | Kelsey Mitchell   | Canada   |           | CSF  |
| 2   | Daniela Gaxiola   | Mexic    | +0,100    | CSF  |
| 3   | Anastasia Voynova | COR      | +0,119    | R    |
| 4   | Bao Shanju        | China    | +0,206    | R    |
| 5   | Emma Hinze        | Germania | +0,310    | R    |
| 6   | Lyubov Basova     | Ucraina  | +0,554    | R    |

#### Seria 4
| Loc | Ciclistă            | Țară          | Diferență | Note |
| --- | ------------------- | ------------- | --------- | ---- |
| 1   | Olena Starikova     | Ucraina       |           | CSF  |
| 2   | Yuka Kobayashi      | Japonia       | +0,070    | CSF  |
| 3   | Shanne Braspennincx | Olanda        | +0,105    | R    |
| 4   | Ellesse Andrews     | Noua Zeelandă | +0,182    | R    |
| 5   | Marlena Karwacka    | Polonia       | +0,400    | R    |
| 6   | Simona Krupeckaitė  | Lituania      | +1,093    | R    |

#### Seria 5
| Loc | Ciclistă         | Țară                       | Diferență | Note |
| --- | ---------------- | -------------------------- | --------- | ---- |
| 1   | Lauriane Genest  | Canada                     |           | CSF  |
| 2   | Madalyn Godby    | Statele Unite ale Americii | +0,075    | CSF  |
| 3   | Urszula Łoś      | Polonia                    | +0,159    | R    |
| 4   | Kaarle McCulloch | Australia                  | +0,365    | R    |
| 5   | Yuli Verdugo     | Mexic                      | +0,440    | R    |
| 6   | Mathilde Gros    | Franța                     | +1,126    | R    |

### Recalificări

#### Seria 1
| Loc | Ciclistă        | Țară          | Diferență | Note |
| --- | --------------- | ------------- | --------- | ---- |
| 1   | Ellesse Andrews | Noua Zeelandă |           | CSF  |
| 2   | Lyubov Basova   | Ucraina       | +0,074    | CSF  |
| 3   | Lee Hye-jin     | Coreea de Sud | +0,133    |      |
| 4   | Jessica Lee     | Hong Kong     | +1,005    |      |
| 5   | Miglė Marozaitė | Lituania      | +1,241    |      |

#### Seria 2
| Loc | Ciclistă           | Țară      | Diferență | Note |
| --- | ------------------ | --------- | --------- | ---- |
| 1   | Lee Wai-sze        | Hong Kong |           | CSF  |
| 2   | Kaarle McCulloch   | Australia | +0,146    | CSF  |
| 3   | Simona Krupeckaitė | Lituania  | +0,554    |      |
| 4   | Yuli Verdugo       | Mexic     | +0,601    |      |
| 5   | Bao Shanju         | China     | +0,620    |      |

#### Seria 3
| Loc | Ciclistă          | Țară           | Diferență | Note |
| --- | ----------------- | -------------- | --------- | ---- |
| 1   | Katy Marchant     | Marea Britanie |           | CSF  |
| 2   | Mathilde Gros     | Franța         | +0,137    | CSF  |
| 3   | Anastasia Voynova | COR            | +0,143    |      |
| 4   | Marlena Karwacka  | Polonia        | +0,243    |      |
| 5   | Charlene du Preez | Africa de Sud  | +0,351    |      |

#### Seria 4
| Loc | Ciclistă            | Țară     | Diferență | Note |
| --- | ------------------- | -------- | --------- | ---- |
| 1   | Shanne Braspennincx | Olanda   |           | CSF  |
| 2   | Emma Hinze          | Germania | +0,005    | CSF  |
| 3   | Urszula Łoś         | Polonia  | +0,119    |      |
| 4   | Coralie Demay       | Franța   | +0,603    |      |

### Sferturi de finală

#### Seria 1
| Loc | Ciclistă            | Țară           | Diferență | Note |
| --- | ------------------- | -------------- | --------- | ---- |
| 1   | Lee Wai-sze         | Hong Kong      |           | CSE  |
| 2   | Olena Starikova     | Ucraina        | +0,029    | CSE  |
| 3   | Daria Shmeleva      | COR            | +0,086    | CSE  |
| 4   | Emma Hinze          | Germania       | +0,490    | CSE  |
| 5   | Katy Marchant       | Marea Britanie | +41,527   |      |
| 6   | Laurine van Riessen | Olanda         | NT        |      |

#### Seria 2
| Loc | Ciclistă            | Țară          | Diferență | Note |
| --- | ------------------- | ------------- | --------- | ---- |
| 1   | Shanne Braspennincx | Olanda        |           | CSE  |
| 2   | Ellesse Andrews     | Noua Zeelandă | +0,052    | CSE  |
| 3   | Daniela Gaxiola     | Mexic         | +0,084    | CSE  |
| 4   | Lauriane Genest     | Canada        | +0,094    | CSE  |
| 5   | Mathilde Gros       | Franța        | +0,312    |      |
| 6   | Lea Friedrich       | Germania      | +0,313    |      |

#### Seria 3
| Loc | Ciclistă         | Țară                       | Diferență | Note |
| --- | ---------------- | -------------------------- | --------- | ---- |
| 1   | Kelsey Mitchell  | Canada                     |           | CSE  |
| 2   | Kaarle McCulloch | Australia                  | +0.136    | CSE  |
| 3   | Zhong Tianshi    | China                      | +0.152    | CSE  |
| 4   | Lyubov Basova    | Ucraina                    | +0.354    | CSE  |
| 5   | Madalyn Godby    | Statele Unite ale Americii | +0.434    |      |
| 6   | Yuka Kobayashi   | Japonia                    | +0.447    |      |

### Semifinale

#### Semifinala 1
| Loc | Ciclistă        | Țară          | Diferență | Note |
| --- | --------------- | ------------- | --------- | ---- |
| 1   | Olena Starikova | Ucraina       |           | FA   |
| 2   | Ellesse Andrews | Noua Zeelandă | +0,017    | FA   |
| 3   | Lyubov Basova   | Ucraina       | +0,071    | FA   |
| 4   | Daniela Gaxiola | Mexic         | +0,097    | FB   |
| 5   | Lee Wai-sze     | Hong Kong     | +0,153    | FB   |
| 6   | Zhong Tianshi   | China         | +0,322    | FB   |

#### Semifinala 2
| Loc | Ciclistă            | Țară      | Diferență | Note |
| --- | ------------------- | --------- | --------- | ---- |
| 1   | Shanne Braspennincx | Olanda    |           | FA   |
| 2   | Kelsey Mitchell     | Canada    | +0,277    | FA   |
| 3   | Lauriane Genest     | Canada    | +0,315    | FA   |
| 4   | Daria Shmeleva      | COR       | +0,320    | FB   |
| 5   | Kaarle McCulloch    | Australia | +0,400    | FB   |
| 6   | Emma Hinze          | Germania  | +0,814    | FB   |

### Finale

#### Finala pentru locurile 7-12
| Loc | Ciclistă         | Țară      | Diferență | Note |
| --- | ---------------- | --------- | --------- | ---- |
| 7   | Emma Hinze       | Germania  |           |      |
| 8   | Lee Wai-sze      | Hong Kong | +0,043    |      |
| 9   | Kaarle McCulloch | Australia | +0,097    |      |
| 10  | Daria Shmeleva   | COR       | +0,163    |      |
| 11  | Daniela Gaxiola  | Mexic     | +0,617    |      |
| 12  | Zhong Tianshi    | China     | +0,729    |      |

#### Finala pentru locurile 1-6
| Loc | Ciclistă            | Țară          | Diferență | Note |
| --- | ------------------- | ------------- | --------- | ---- |
| 1   | Shanne Braspennincx | Olanda        |           |      |
| 2   | Ellesse Andrews     | Noua Zeelandă | +0,061    |      |
| 3   | Lauriane Genest     | Canada        | +0,148    |      |
| 4   | Olena Starikova     | Ucraina       | +0,396    |      |
| 5   | Kelsey Mitchell     | Canada        | +0,566    |      |
| 6   | Lyubov Basova       | Ucraina       | +0,580    |      |